# Обнажённые души
Обнажённые души (англ. Naked Souls) — американский эротический триллер режиссёра Линдона Чаббака. 
Несмотря на то, что Памела Андерсон играет лишь эпизодическую роль, большая часть рекламного продвижения была построена вокруг её образа.  

## Сюжет
Бритт — молодая художница с роскошной внешностью, сражающей наповал всех мужчин. Но она любит лишь Эдварда, учёного, проводящего компьютерные эксперименты с воспоминаниями убийц.
Во время своих изысканий Эдвард знакомится со старым больным учёным Эвереттом, он работает с зельем шаманов, позволяющим «жить после смерти». Во время демонстрации колдовских свойств этого снадобья, происходит взаимное «переселение душ» Эверетта и Эдварда. Эдвард начинает вести себя так, как будто в него вселился жуткий монстр.
Такой «новый» Эдвард совершенно не нравится Бритт. Эверетт приходит к выводу, что в процессе «переселения душ» из-за экспериментов с «компьютеризацией» памяти убийц эти воспоминания трансформировались в подсознание Эдварда. И Бритт приходится искать способ вернуть, пока не поздно, всё на свои места.

## В ролях
- Брайан Краузе — Эдвард
- Памела Андерсон — «Бритт»
- Дэвид Уорнер,
- Дин Стокуэлл,
- Клэйтон Ронер[англ.],
- Жустина Вэйл,
- Виктор Тэлмадж,
- Элизабет Лоу,
- Дерил Кэрролл,
- Пэт Милликано